# Exclusão social
A exclusão social é um processo caracterizado pelo afastamento de pessoas de todas as instâncias da vida social. Por ser, no entanto, um processo polissêmico e bastante subjetivo, dificilmente há um consenso sobre o que realmente seria a exclusão social. No contexto histórico, muitas vezes está intrinsecamente ligado ao capitalismo, sendo uma condição tardia ou falha de organização social que poderia ser evitada com políticas de inclusão social. Porém, outros autores e estudiosos defendem que não se trata de um produto capitalista, mas sim de uma condição da vida em comunidade.[carece de fontes?]
| “ | Excluídas são todos os que não participam dos mercados de bens materiais ou culturais. | ” |

Na sua forma original, o termo exclusão social foi usado para descrever processos de desintegração social, isto é, as variadas fragmentações e erosões dos laços entre o indivíduo, a sociedade e o Estado.[carece de fontes?]

## Etimologia

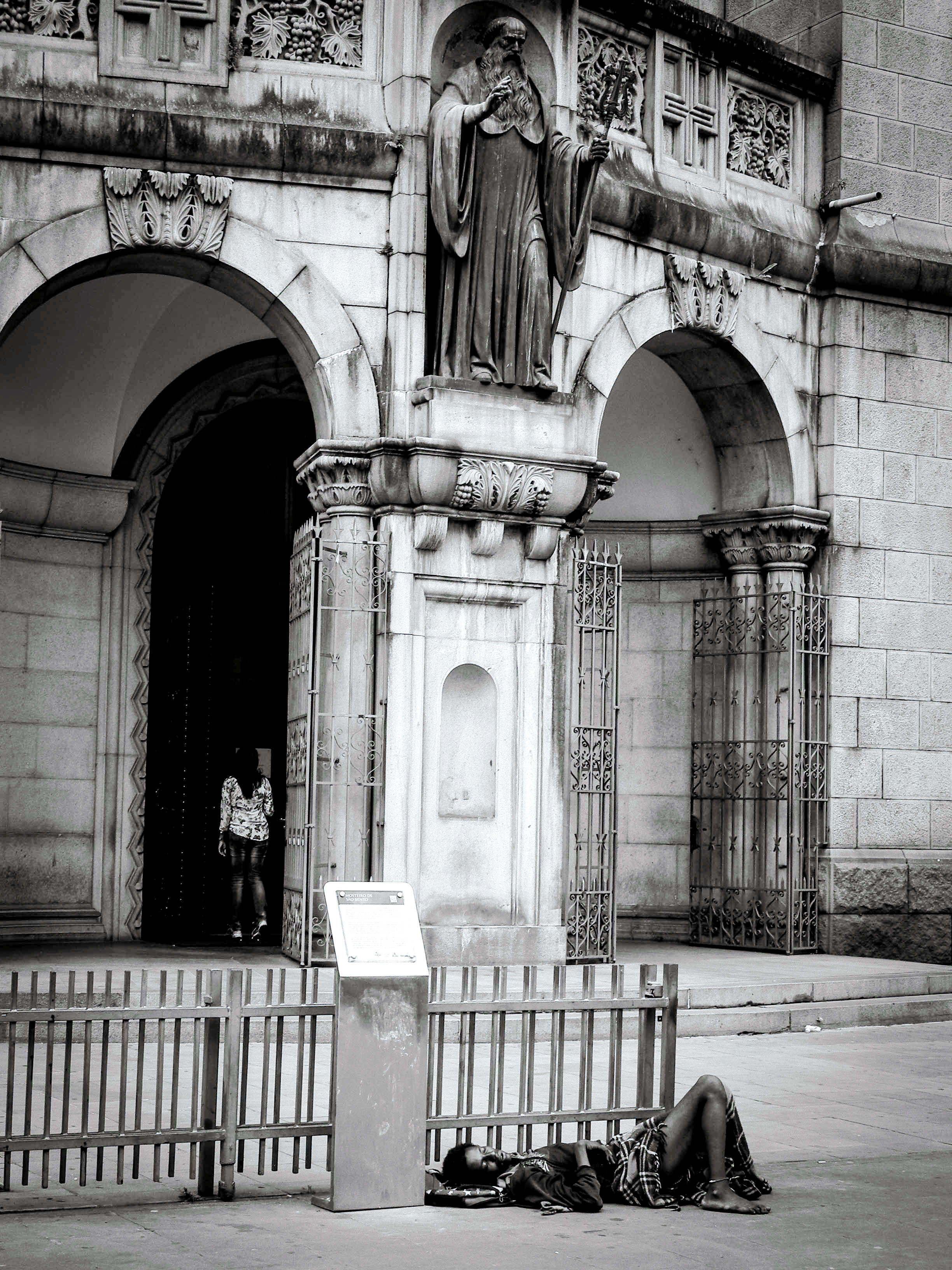
Descaso quanto a indigentes nas ruas de São Paulo (exclusão social).

"Exclusão social" é um neologismo procedente da ideologia neoliberal, expressando a ideia de substituição do fundamento do capitalismo (a divisão da sociedade em classes e o domínio de certas classes sobre outras), pois parte dos trabalhadores passou a ser excluída das condições de reprodução criadas pela ideologia liberal, como por exemplo os direitos civis.

## Instâncias da Exclusão social
A exclusão social pode se dar nas seguintes instâncias:
- Grupos sociais - etnias, religião, cultura
- Gênero - mulheres, homens, transsexuais
- Orientação sexual - homossexuais, heterossexuais, bissexuais
- Idade - crianças, idosos
- Aparência - obesos, deficientes físicos, pessoas calvas, negros, pessoas mutiladas
- Condição social - habitantes de favelas, desempregados, empregos pouco reconhecidos, empregos marginalizados, condições financeiras ruins

Outra categorização é relacionada às competências e capacidades do indivíduo:
- Pessoais, SER - autorreconhecimento, autoestima
- Comunitárias e sociais, ESTAR - interações sociais, estar incluído em uma comunidade
- Profissionais, FAZER - qualificações, aprendizagem de tarefas, cargo profissional
- Empresariais, CRIAR - realizar sonhos, liderar projetos, proatividade
- Informativas, SABER - escolaridade
- Aquisitivas, TER - poder aquisitivo

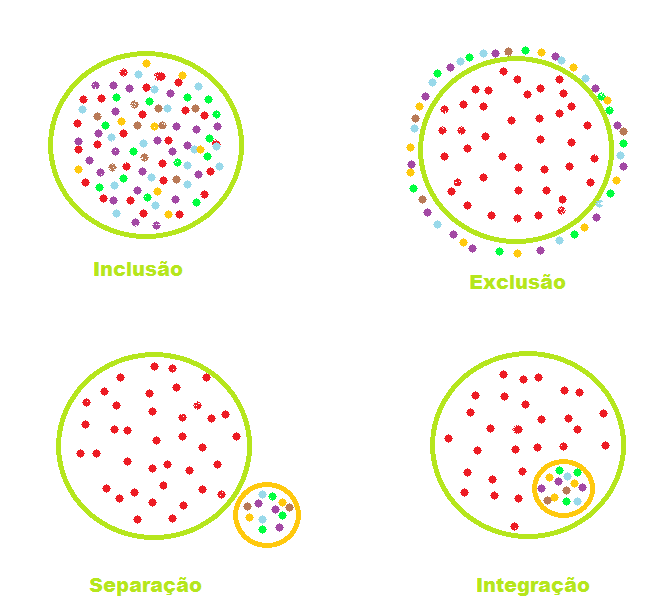
Ilustração diferenciando inclusão, exclusão, separação e integração

A pobreza pode, por exemplo, levar a uma situação de exclusão social: no entanto, não é obrigatório que estes dois conceitos estejam intimamente ligados. Um trabalhador de uma classe social baixa pode ser pobre e assim mesmo estar integrado na sua classe e comunidade. Deste modo, fatores/estados como a pobreza, o desemprego ou emprego precário, as minorias étnicas e ou culturais, os deficientes físicos e mentais, os sem-abrigo, trabalhadores informais e os idosos podem originar grupos excluídos socialmente mas não é obrigatório que assim o seja.

## No Brasil
A exclusão social não cessou no Brasil no período de 1980 a 2000, devido ao crescimento da violência e do desemprego, como revela o Atlas da Exclusão Social. Segundo o Atlas da Exclusão Social no Brasil, publicação de 2014 realizada por iniciativa dos economistas Alexandre Guerra, Marcio Pochmann e Ronnie Aldrin Silva, o Brasil apresentou evolução nos quesitos "gasto social", "expansão econômica" e "redução de número de domicílios habitados por pessoas com renda de até meio salário-mínimo por mês". Ressalta-se, quanto a este último quesito, que 77,2 por cento das cidades da região nordeste do Brasil não conseguem melhorar este índice.
Cabe ressaltar que o Atlas foi publicado no ano em começaria a crise econômica brasileira de 2014. Depois dessa crise, a exclusão social teve aumento.